# David di Donatello 1986
La cerimonia di premiazione della 31ª edizione dei David di Donatello si è svolta il 20 giugno 1986 al Campidoglio di Roma ed è stata condotta da Rosanna Vaudetti.

## Vincitori
Miglior film
- Speriamo che sia femmina, regia di Mario Monicelli
- Ginger e Fred, regia di Federico Fellini
- La messa è finita, regia di Nanni Moretti

Miglior regista
- Mario Monicelli - Speriamo che sia femmina
- Federico Fellini - Ginger e Fred
- Nanni Moretti - La messa è finita

Miglior regista esordiente
- Enrico Montesano - A me mi piace
- Amanzio Todini - I soliti ignoti vent'anni dopo
- Valerio Zecca - Chi mi aiuta?

Migliore sceneggiatura
- Leo Benvenuti, Suso Cecchi D'Amico, Piero De Bernardi, Mario Monicelli e Tullio Pinelli - Speriamo che sia femmina
- Federico Fellini, Tonino Guerra e Tullio Pinelli - Ginger e Fred
- Nanni Moretti e Sandro Petraglia - La messa è finita

Migliore produttore
- Giovanni Di Clemente  - Speriamo che sia femmina
- Alberto Grimaldi - Ginger e Fred
- Achille Manzotti - La messa è finita

Migliore attrice protagonista
- Ángela Molina - Un complicato intrigo di donne, vicoli e delitti
- Giulietta Masina - Ginger e Fred
- Liv Ullmann - Speriamo che sia femmina

Migliore attore protagonista
- Marcello Mastroianni - Ginger e Fred
- Nanni Moretti - La messa è finita
- Francesco Nuti - Tutta colpa del paradiso

Migliore attrice non protagonista
- Athina Cenci - Speriamo che sia femmina
- Isa Danieli - Un complicato intrigo di donne, vicoli e delitti
- Stefania Sandrelli - Speriamo che sia femmina

Migliore attore non protagonista
- Bernard Blier - Speriamo che sia femmina
- Ferruccio De Ceresa - La messa è finita
- Franco Fabrizi - Ginger e Fred
- Philippe Noiret - Speriamo che sia femmina

Migliore direttore della fotografia
- Giuseppe Lanci - Un complicato intrigo di donne, vicoli e delitti
- Tonino Delli Colli e Ennio Guarnieri - Ginger e Fred
- Dante Spinotti - Interno berlinese

Migliore musicista
- Riz Ortolani - Festa di laurea (ex aequo)
- Nicola Piovani - Ginger e Fred (ex aequo)
- Armando Trovajoli - Maccheroni

Migliore scenografo
- Enrico Job - Un complicato intrigo di donne, vicoli e delitti
- Dante Ferretti - Ginger e Fred
- Luciano Ricceri - Maccheroni

Migliore costumista
- Danilo Donati - Ginger e Fred
- Gino Persico - Un complicato intrigo di donne, vicoli e delitti
- Aldo Buti - La venexiana

Migliore montatore
- Ruggero Mastroianni - Speriamo che sia femmina
- Nino Baragli, Ugo De Rossi e Ruggero Mastroianni - Ginger e Fred
- Luigi Zita - Un complicato intrigo di donne, vicoli e delitti

Miglior regista straniero
- Akira Kurosawa - Ran (Ran)

Miglior sceneggiatura straniera
- Bob Gale e Robert Zemeckis - Ritorno al futuro (Back to the Future)

Miglior produttore straniero
- Steven Spielberg - Ritorno al futuro (Back to the Future)

Migliore attrice straniera
- Meryl Streep - La mia Africa (Out of Africa)

Miglior attore straniero
- William Hurt - Il bacio della donna ragno (Kiss of the Spider Woman)

Miglior film straniero
- La mia Africa (Out of Africa), regia di Sydney Pollack

Premio Alitalia
- Nanni Moretti

David Luchino Visconti
- Ingmar Bergman
- Suso Cecchi D'Amico
- Giuseppe Rotunno

David René Clair
- Federico Fellini

David speciale
- Francesco Cossiga
- Giulietta Masina
- Nicola Signorello

Medaglia d'oro del Comune di Roma
- Federico Fellini
- Gina Lollobrigida
- Marcello Mastroianni
- Mariangela Melato
- Nanni Moretti
- Francesco Nuti
- Ettore Scola